# Locavorisme
 (août 2016).
Si vous disposez d'ouvrages ou d'articles de référence ou si vous connaissez des sites web de qualité traitant du thème abordé ici, merci de compléter l'article en donnant les références utiles à sa vérifiabilité et en les liant à la section « Notes et références ».

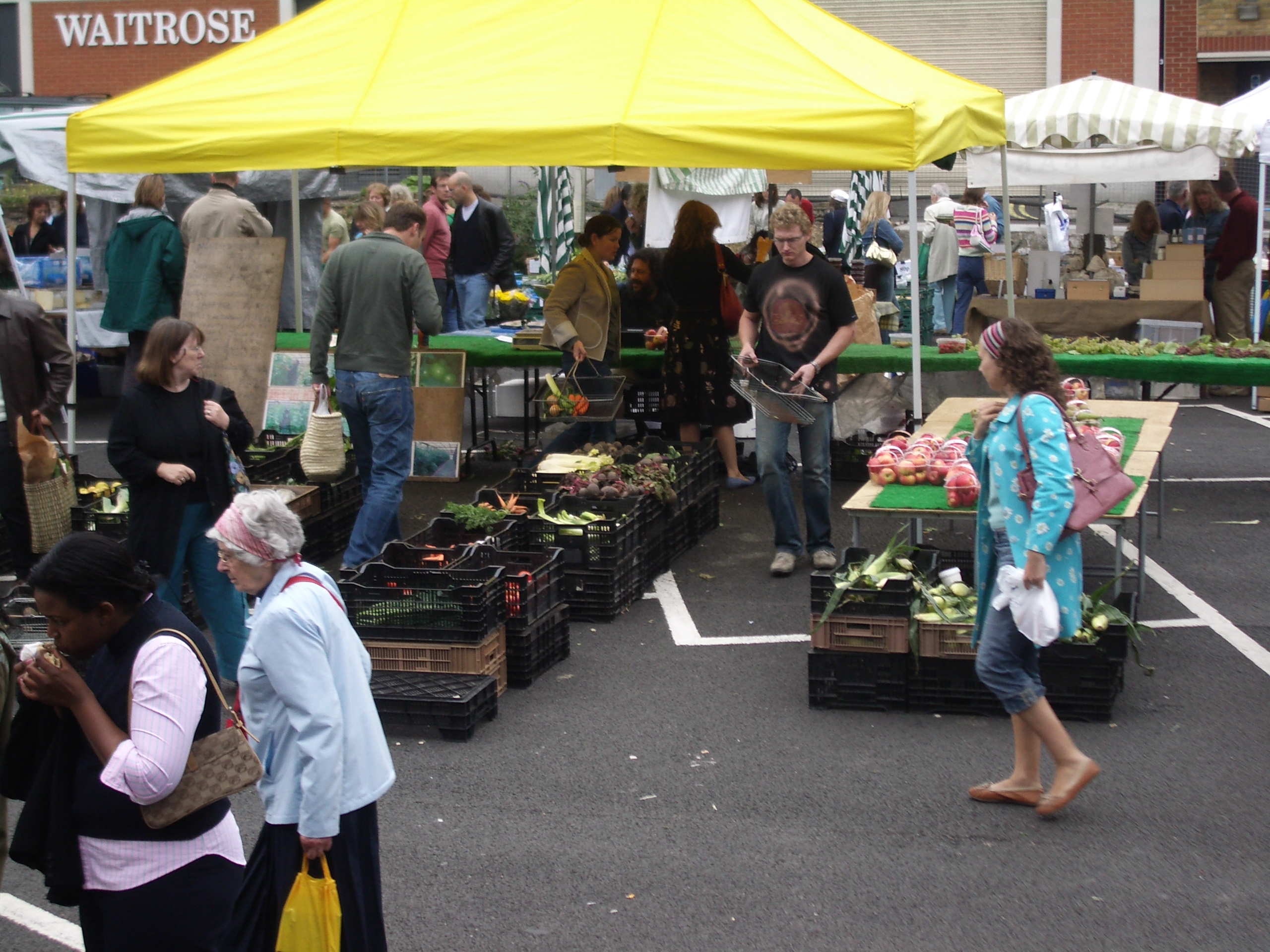
Le mouvement locavore encourage les consommacteurs à acheter des produits frais et de saison sur les marchés ou aux paysans locaux (dans les AMAP, les marchés de producteurs, les épiceries locavores ou directement sur le lieu de récolte).

Le locavorisme ou mouvement locavore est un mouvement international prônant l'achat de produits alimentaires locaux (en) et la consommation de nourriture produite dans un rayon allant de 100 à 250 kilomètres maximum autour de son domicile (le rayon retenu continuant de faire débat). Selon une étude de l'ingénieur agronome Damien Roux, ce chiffre varie entre 80 et 300 kilomètres, avec une valeur consensus (non officielle) qui serait autour de 150 kilomètres . Est nommée locavore une personne qui adhère au locavorisme.
Les adeptes de ce localisme alimentaire reprennent à leur compte la notion de circuit court et de kilomètres alimentaires (en) (food miles) forgée dans les années 1980 par Tim Lang, professeur en politique alimentaire à l'Université de Londres. 

## Présentation
Le mouvement locavore encourage les « consommateurs » à acheter des produits frais et de saison, à acheter au marché, aux agriculteurs ou paysans locaux, à choisir leurs propres aliments, en faisant valoir la qualité du produit frais, des produits locaux, dont le goût serait meilleur que les produits industriels.
Il encourage ainsi la relocalisation de l’approvisionnement alimentaire qui permettrait l'obtention d’une nourriture plus saine et plus respectueuse de l’environnement par rapport au système alimentaire globalisé.
Ce respect de l’environnement implique le maintien de la diversité des paysages, des écosystèmes en évitant les monocultures (en effet, il sera par exemple difficile de se fournir en viande, légumes et fruits au milieu de régions à monocultures céréalières). Également, l’expédition alimentaire sur de longues distances exige souvent plus d'énergie fossile sous forme de :
- produits phytosanitaires ou pesticides accompagnant les modes de culture conventionnelles employant des végétaux « modernes » ayant une fructification à « transportabilité » élevée (fermeté du fruit) ;
- carburant pour le transport ;
- plastiques et polystyrènes pour le suremballage ;
- industrie de production ferroviaire, navale, routière.

Ce mouvement se veut également un acte de stabilité sociale par le maintien harmonieux des populations sur les territoires.

## Éléments historiques
Ce mouvement reprend dans les années 2000 les idées de circuits alimentaires de proximité préconisés à la fin des années 1990 par de multiples acteurs de la vie économique (agriculteurs, entreprises agroalimentaires, consommateurs, associations militantes, acteurs publics locaux et nationaux), ainsi que par des chercheurs qui, en lien avec des associations militantes régionales et des collectivités locales, cherchent à mettre en place des circuits courts comme vecteurs de développement territorial.
La première occurrence du terme apparaît en juin 2005 dans un article du San Francisco Chronicle qui parle de trois femmes locavores. Il est surtout rapporté à l'une d'entre elles, l'écrivaine et cuisinière Jessica Prentice de San Francisco, dont le blog, The birth of the Locavore (2005-2006) créé à l'occasion de la journée mondiale de l'environnement, propose aux résidents locaux d’essayer de manger seulement les aliments cultivés ou produits à l’intérieur d’un rayon de 160 kilomètres (100 miles diet) et décrit le mouvement Local Food en Californie.
Le New Oxford American Dictionary a défini un « locavore » comme étant une personne qui recherche des produits alimentaires locaux. « Locavore » fut le mot de l'année 2007.
La première expérience de locavore en France date de 2008. Pendant un an, Stéphane Linou, un habitant de Castelnaudary, s'est alimenté avec des produits issus d'un rayon de 150 km autour de chez lui. Il se revendique donc comme le premier locavore français.
La première transposition en entreprise a été opérée par trois ingénieurs agronomes à Montpellier en 2015 (Stéphane Linou y est notamment intervenu lors de tables rondes). Ces 3 agronomes entrepreneurs ont créé le Locavorium, qui serait selon les articles de journaux régionaux et nationaux,,,,, le premier magasin 100 % locavore de France. Les fondateurs du Locavorium ont été récompensés par la Médaille de l'Assemblée Nationale en 2021, remise à Damien Roux, Jessica Gros et Thibaud Piroux par Patricia Mirallès.
Le terme « locavore » est entré dans l'édition 2010 du Larousse. En 2014, un sondage mené par l'institut Ipsos indiquait que « 80 % des consommateurs en France disent acheter des produits locaux ». Une attitude qui pourrait s'expliquer entre autres par des scandales dans l'industrie agroalimentaire et le désir de connaître l'origine des produits. Trois ans plus tard, le journal télévisé de France 2 estimait que ce mode de consommation prenait de l'ampleur en France.

## Critiques
Le mouvement locavore ne fait pas l'unanimité et certaines personnes le dénoncent comme étant une « idiotie anti-mondialisation ». Ils mettent en avant le fait que l'agriculture industrielle actuelle se prête peu à la consommation locale et que la distribution alimentaire à grande échelle est moins polluante que de multiples systèmes de distribution locale.
L'ADEME estime que : « en termes d’impact sur l’environnement, la diversité des circuits courts ne permet pas d’affirmer qu’ils présentent systématiquement un meilleur bilan environnemental que les circuits « longs », notamment en matière de consommation d’énergie et d’émissions de gaz à effet de serre. En effet, les modes et pratiques de production sont beaucoup plus déterminants en matière de bilan environnemental que le mode de distribution, notamment pour les fruits et légumes (culture de produits de saison) ». Les émissions par kilomètre parcouru et par tonne transportée sont environ 10 fois plus faibles pour un poids lourd de 32 tonnes et 100 fois plus faibles pour un cargo transocéanique que pour une camionnette de moins de 3,5 tonnes : ils permettent de parcourir de plus grandes distances avec un impact gaz à effet de serre équivalent.
Selon la revue Sciences humaines, sans nier le fait que le système alimentaire mondial n'est pas soutenable, il ne faudrait pas pour autant verser dans un locavorisme par trop radical, qui s'avèrerait contre-productif aussi bien sur le plan de la qualité alimentaire que sur celui de l'empreinte écologique. Il ne s'agit pas de prendre en compte uniquement les kilomètres parcourus par les aliments, mais aussi l'empreinte environnementale de l'agriculture, pour procéder in fine à un bilan global, quitte à acheminer les aliments par rail, et non par la route.
Les concepts de locavorisme et de kilomètres alimentaires suscitent ainsi de nombreux débats polémiques relatifs à leur impact sur un système alimentaire durable (en). Les propositions irréalistes de l'ultralocalisme (visant le zéro kilomètre) visant à nourrir les grandes métropoles urbaines à partir d'une agriculture de proximité, sont régulièrement dénoncées,.